# Lista de bandeiras da Tanzânia
A seguir esta é uma lista de bandeiras e faixas usadas na Tanzânia.

## Bandeira nacional
| Bandeira | Data          | Uso                  | Descrição |
| -------- | ------------- | -------------------- | --- |
|          | 1964–presente | Bandeira da Tanzânia | Uma faixa diagonal preta com bordas amarelas dividida diagonalmente a partir do canto inferior do lado do guincho: o triângulo superior é verde e o triângulo inferior é azul claro. |

## Bandeiras do governo
| Bandeira | Data          | Uso                               | Descrição                                                                                |
| -------- | ------------- | --------------------------------- | ---------------------------------------------------------------------------------------- |
|          | 1964–presente | Bandeira presidencial da Tanzânia | Um campo verde com uma borda azul com o brasão nacional (sem humanos) imposto no centro. |

### África Oriental Alemã
| Bandeira | Data              | Uso                                                  | Descrição |
| -------- | ----------------- | ---------------------------------------------------- | --- |
|          | 1884-1891         | Bandeiras da Companhia Alemã da África Oriental      | Um leão branco, uma árvore branca e cinco estrelas brancas em um campo vermelho, cercados por uma borda com padrão preto e branco.                                 |
|          | 1884-1891         | Bandeiras da Companhia Alemã da África Oriental      | Um campo branco com uma cruz preta centralizada; cinco estrelas brancas em um campo vermelho no cantão.                                                            |
|          | 1891-1918         | Bandeira do Escritório Colonial Imperial             | Uma bandeira tricolor, feita de três faixas horizontais iguais coloridas de preto (em cima), branco e vermelho (embaixo), com o Reichsadler desfigurado no centro. |
|          | 1904-desconhecido | Bandeira da Companhia Ferroviária da África Oriental | Uma bandeira dividido em quatro painéis de branco (superior e inferior), preto (lado da haste) e vermelho (lado da braguilha), carregado com o emblema da empresa. |

### Sultanato de Zanzibar
| Bandeira | Data      | Uso                                                  | Descrição                                                                                  |
| -------- | --------- | ---------------------------------------------------- | ------------------------------------------------------------------------------------------ |
|          | 1952-1963 | Bandeira do Ministro Residente Britânico de Zanzibar | A bandeira da Grã-Bretanha foi adulterada com o emblema do Ministro Residente de Zanzibar. |

## Bandeiras regionais
| Bandeira | Data          | Uso                  | Descrição                                                                                 |
| -------- | ------------- | -------------------- | ----------------------------------------------------------------------------------------- |
|          | 2005–presente | Bandeira de Zanzibar | Tricolor horizontal de azul, preto e verde com a bandeira nacional da Tanzânia no cantão. |
|          | 1964-2005     | Bandeira de Zanzibar | Zanzibar anteriormente usava a bandeira nacional.                                         |

## Bandeiras políticas
| Bandeira | Data          | Uso                                              | Descrição |
| -------- | ------------- | ------------------------------------------------ | --- |
|          | 1954-1977     | Bandeira da União Nacional Africana de Tanganica | Uma tricolor horizontal de verde (acima), preto e verde. |
|          | 1957-1977     | Bandeira do Partido Afro-Shirazi                 | Uma bandeira tricolor, feita de três faixas horizontais iguais coloridas em azul claro (em cima), preto e verde (embaixo), desfiguradas com uma enxada amarela no centro. |
|          | 1977–Presente | Bandeira do Partido da Revolução                 | Um campo verde com o emblema do partido no cantão superior esquerdo. |

## Bandeiras históricas

### Sultanato de Quiloa
| Bandeira | Data     | Uso                             | Descrição                                                                 |
| -------- | -------- | ------------------------------- | ------------------------------------------------------------------------- |
|          | 957–1513 | Bandeira do Sultanato de Quiloa | Uma bandeira bicolor amarela e vermelha com duas luas crescentes brancas. |

### Zanzibar Português
| Bandeira | Data                 | Uso                           | Descrição                               |
| -------- | -------------------- | ----------------------------- | --------------------------------------- |
|          | 1505-1521            | Bandeira do Reino de Portugal | Um campo branco com o brasão no centro. |
|          | 1521-1578            | Bandeira do Reino de Portugal | Um campo branco com o brasão no centro. |
|          | 1578-1640            | Bandeira do Reino de Portugal | Um campo branco com o brasão no centro. |
|          | 1616-1640 (putativo) | Bandeira do Reino de Portugal | Um campo branco com o brasão no centro. |
|          | 1640-1667            | Bandeira do Reino de Portugal | Um campo branco com o brasão no centro. |
|          | 1667-1698            | Bandeira do Reino de Portugal | Um campo branco com o brasão no centro. |

### Zanzibar omanense
| Bandeira | Data      | Uso                        | Descrição                                                                                            |
| -------- | --------- | -------------------------- | --- |
|          | 1698–1856 | Bandeira do Império de Omã | Um campo branco com inscrições árabes vermelhas acima e uma espada vermelha apontada para a direita. |

### Sultanato de Zanzibar
| Bandeira | Data      | Uso                                                       | Descrição |
| -------- | --------- | --------------------------------------------------------- | --- |
|          | 1856-1861 | Bandeira do Sultanato de Zanzibar                         | 13 listras horizontais. 4 vermelhas, 4 verdes, 2 brancas e 3 amarelas com 8 luas crescentes verdes. 3 nas faixas amarelas superiores e inferiores e 2 na faixa amarela central. |
|          | 1896–1963 | Bandeira do Sultanato de Zanzibar (protetorado britânico) | Um campo vermelho simples. |
|          | 1963–1964 | Bandeira do Sultanato de Zanzibar                         | Um campo vermelho com um disco verde no centro contendo dois cravos amarelos no centro.                                                                                         |

### Domínio alemão
| Bandeira | Data      | Uso                             | Descrição |
| -------- | --------- | ------------------------------- | --- |
|          | 1891–1918 | Bandeira do Império Alemão      | Uma bandeira tricolor, composta por três faixas horizontais iguais de cor preta (em cima), branca e vermelha (em baixo)    |
|          | 1918-1919 | Bandeira da República de Weimar | Uma bandeira tricolor, feita de três faixas horizontais iguais coloridas de preto (em cima), vermelho e dourado (embaixo). |

### Domínio britânico
| Bandeira | Data      | Uso                                                                | Descrição |
| -------- | --------- | ------------------------------------------------------------------ | --- |
|          | 1890-1963 | Bandeira do Reino Unido (usada duplamente em Zanzibar e Tanganica) | Uma sobreposição das bandeiras da Inglaterra e da Escócia com a Bandeira de São Patrício (representando a Irlanda).                                                           |
|          | 1919–1961 | Bandeira do Território de Tanganica                                | Uma bandeira vermelha britânica com o emblema do mandato da sociedade das Nações (um território sob protetorado da ONU após 1946) centralizado na metade externa da bandeira. |

### República de Tanganica
| Bandeira | Data      | Uso                   | Descrição                                                                    |
| -------- | --------- | --------------------- | ---------------------------------------------------------------------------- |
|          | 1961–1964 | Bandeira de Tanganica | Um campo verde com uma faixa horizontal preta com bordas douradas no centro. |

### República Popular de Zanzibar e Pemba
| Bandeira | Data                  | Uso                                       | Descrição                                        |
| -------- | --------------------- | ----------------------------------------- | ------------------------------------------------ |
|          | Janeiro de 1964       | Bandeira da República Popular de Zanzibar | Um tricolor horizontal de preto, amarelo e azul. |
|          | Janeiro-abril de 1964 | Bandeira da República Popular de Zanzibar | Um tricolor horizontal de azul, preto e verde.   |

## Bandeira proposta
| Bandeira | Data | Uso                                            | Descrição |
| -------- | ---- | ---------------------------------------------- | --- |
|          | 1914 | Bandeira proposta para a África Oriental Alemã | Uma bandeira tricolor, feita de três faixas horizontais iguais coloridas de preto (em cima), branco e vermelho (embaixo), desfiguradas com um brasão proposto no centro. |